# Doudou
Doudou è un singolo della cantante maliana naturalizzata francese Aya Nakamura pubblicato il 9 ottobre 2020 come secondo estratto dal terzo album in studio Aya.

## Tracce
1. Doudou – 2:46

## Classifiche
| Classifica (2020) | Posizione massima |
| ----------------- | ----------------- |
| Belgio (Fiandre)  | 70                |
| Belgio (Vallonia) | 40                |
| Francia           | 6                 |
| Svizzera          | 61                |